# 3670 Носкотт
3670 Носкотт (3670 Northcott) — астероїд головного поясу, відкритий 22 січня 1983 року.
Тіссеранів параметр щодо Юпітера — 3,340.